# Physochlaina infundibularis
Physochlaina infundibularis là loài thực vật có hoa trong họ Cà. Loài này được Kuang miêu tả khoa học đầu tiên năm 1974.